# Фрумин, Семён Михайлович
Семён Михайлович Фрумин (бел. Сямён Міхайлавіч Фрумін; 12 ноября 1900, м. Романово Горецкого уезда — 1 сентября 1938, Москва) — директор Московского института физкультуры, бригадный комиссар РККА.

## Биография

### Детство и юность
Родился в м. Романово (ныне — агрогородок Ленино Горецкого района Могилёвской области, Республика Беларусь) в семье рабочего кирпичного завода в имении княгини Дондуковой-Корсаковой. В семье было шесть детей, он был старшим. С детства работал на кирпичном заводе и учился в сельской школе. В 1913 году уезжает на заработки в Нижний Новгород. Работает чернорабочим на частных предприятиях.

### Работа в РКСМ. Участие в Гражданской войне
В мае 1917 г. вступает в партию большевиков. По поручению Нижегородского губернского комитета партии большевиков работал среди молодёжи, был избран членом Окружного комитета рабочей молодёжи «3-й Интернационал», впоследствии преобразованный в Нижегородской губернский комитет РКСМ. Был избран членом Президиума I-го состава Нижегородского губкома РКСМ.
В 1919 г. уходит добровольцем на фронт. Участвовал в боях на Южном и Западном фронтах. В 1920 г. — заместитель военкома 144 стрелковой бригады. Участвовал в боях с белополяками под Варшавой. Во время отступления, в августе 1920 г., был контужен, отравлен газами и попадает в плен к полякам. Сидел в Варшавской тюрьме, затем был переведён в Брестскую крепость. В июне 1921 года бежал из польского плена и вернулся на территорию Советского Союза.

### Работа в ЦК РКСМ. Учёба в МГУ
Работал в ЦК РКСМ заведующим секретно-директивной частью, затем заместителем заведующего военно-спортивного отдела. Затем занимал должность помощника учебно-спортивного отдела «Всеобуча» по политической части, а потом помощника начальника 1-го отдела учебно-строевого управления РККА.
В 1927—1930 гг. опубликовал 5 брошюр по проблемам военно-спортивного воспитания молодёжи.
В 1926 г. поступил на медицинский факультет Московского государственного университета. Во время учёбы активно занимался спортом и организацией спортивных соревнований среди студентов. Получил специальность врача, но по специальности не работал.

### Директор Московского института физкультуры
По ходатайству Высшего совета физической культуры СССР в 1931 году его назначили директором и начальником военного факультета Московского института физкультуры. Во время работы директором института окончил заочно годичную школу «Выстрел» и год учился на вечернем отделении в Военной академии РККА. В 1934 г. был награждён орденом Красной Звезды. 17 февраля 1936 года было присвоено звание бригадного комиссара.
До апреля 1937 года работал по совместительству директором Центрального научно-исследовательского института физкультуры.
В эти годы под его руководством были построены новые учебные корпуса, спортивные залы, собран квалифицированный коллектив преподавателей. По решению Президиума Всесоюзного совета физической культуры при ЦИК СССР в институте был введён фактически полувоенный режим, что отвечало общей тенденции военизации и оборонной направленности физкультурной и спортивной работы в стране. Студентов одели в единую форму и обеспечили бесплатным трёхразовым питанием, посещение студентами лекций, семинаров и практических занятий считалось обязательным.
Профессор И. М. Саркизов-Серазини, который в это время работал в институте, вспоминал, что после назначения С. М. Фрумина в институте навели суровую дисциплину и институт «…управлялся директором в порядке единоначалия. При директоре функционировал штаб Института, который являлся органом управления по учебно-боевой и строевой службе. Штаб руководил всей учебно-организационной, учебно-воспитательной работой факультетов, а также научно-исследовательской работой. Возглавлял штаб Института друг и приятель Фрумина — Черняк.
Инфизкульт в полном смысле слова был военизирован. Было введено вставание и отдача рапорта при входе преподавателя, по территории Института, в самом Институте расхаживали патрули, стояли часовые. Магитоновщина изгонялась самым тщательным образом. Пьянство и всякого рода разгильдяйство искоренилось…».
С. М. Фрумин почти 5 лет был членом Президиума Всесоюзного совета физической культуры при ЦИК СССР, 10 лет членом Военно-физкультурной комиссии ЦК ВЛКСМ, членом Бюро физкультурной комиссии ВЦСПС, член Бауманского райкома партии г. Москвы. Ему принадлежит идея показа ежегодных физкультурных достижений учащихся института на Красной площади, названные физкультурными парадами. Студенты института принимали активное участие в соревнованиях, которые проводились совместно с армией и С. М. Фрумин на них встречался с командирами РККА. На спортивных площадках и кортах института бывали М. В. Фрунзе, Б. А. Кальпус, И. С. Уншлихт, М. П. Томский, М. Н. Тухачевский, В. К. Путна, Б. М. Фельдман, и др. военачальники. Об это свидетельствуют фотографии, которые находятся в фондах историко-спортивного музея Российского государственного университета физической культуры, спорта, молодёжи и туризма. После ареста Б. А. Кальпуса, И. С. Уншлихта, М. Н. Тухачевского, В. К. Путна, Б. М. Фельдмана были арестованы все, кто с ними встречались, в том числе С. М. Фрумин.

### Арест и расстрел
21 июля 1937 года постановлением Всесоюзного совета по делам физкультуры и спорта при СНК СССР С. М. Фрумин был снят с должности директора института, с формулировкой «за связь с врагами народа», а 22 июля 1937 года с такой же формулировкой исключён из ВКП(б).
Арестован 1 августа 1937 г. После допросов был включён в расстрельный список «Москва-центр» от 1 ноября 1937 г. на 123 человек, под № 109. На списке подписи: «За». Сталин, Молотов. Однако дело было отправлено на доследование. Вторично включён в список № 1 «Москва-центр» от 20 августа 1938 года на 313 человек, под № 286. Сопроводительная записка Н. И. Ежова: «Прошу санкции осудить всех по первой категории». Подписи: «За». Сталин, Молотов. Приговорён ВКВС СССР 1 сентября 1938 года по первой категории (расстрел) по обвинению в участии в контрреволюционной террористической организации.Расстрелян 1 сентября 1938 года. Место расстрела: Московская область, полигон Коммунарка. Реабилитирован Военной коллегии Верховного суда СССР 4 июля 1956 года.
Его жену Поленову Анну Ивановну, как члена семьи изменника Родины (ЧСИР) арестовали в 1937 г. и выслали в Кустанай в исправительно — трудовой лагерь на 5 лет. Реабилитирована в 1956 г. После реабилитации получила справку, о том, что муж умер 1 декабря 1945 г.

## Память
- Биографический материал о С. М. Фрумине помещён в экспозиции историко-спортивного музея Российского государственного университета физической культуры, спорта, молодёжи и туризма.
- Его имя помещено на «Стене Памяти» жертв репрессий на расстрельном полигоне НКВД СССР «Коммунарка».
- По инициативе внучки С. М. Фрумина — Ирины Вольфсон, Международное историко-просветительское, благотворительное и правозащитное общество «Мемориал» установило знак «Последний адрес» в Москве по адресу: Арбат, д. 15/43.
- Очерк о С. М. Фрумине опубликован в книге «Революцией призванные»/ Очерки об участниках рев. движения в Нижегор. губернии, вступивших в партию в 1917 г. — Горький, 1987. — с. 263—269.

## Награды
- орден Красной Звезды (1934).

## Произведения
- Фрумин, С. Комсомол крепи оборону СССР / С. Фрумин. — М. : Молодая гвардия, 1930 — 77 с.
- Фрумин, С. Подготовка комсомола к обороне/ С. Фрумин . — М.:-Л. : Молодая гвардия, 1927 — 32 с.
- Фрумин, С. По горам Кавказа. Воен.-туристское путешествие молодёжи: С рис. и карт. маршрута / М.: Молодая гвардия, 1930 — 62 с.
- Фрумин, С. Jugendgenosse, starke die wehrmacht der UdSSR!: Die aufgabeder Ossoaviachim — Moscau: 1930 — 48 с.
- Фрумин, С. Komsomol na strazy ZSRR [Текст] / S. Frumin. — Moskwa.1930. — 47 с.

## В сети
- Сайт «Бессмертный барак»
- Сайт историко-спортивного музея Российского государственного университета физической культуры, спорта, молодёжи и туризма: страница «Лица и личности»
- страница «Репрессии»
- Правда о странных годах
- Последний адрес. Москва, Арбат, 15/43 — Фрумин и ГЦОЛИФК, рассказывает Елена Ивановна Сидорова, директор музея ГЦОЛИФК
- Последний адрес. Москва, Арбат, 15/43 — Семён Михайлович Фрумин. Вспоминают дочь С. М. Фрумина — Наталья Фрумина и его внучка Ирина Вольфсон
- Лившиц, Владимир. Исполнилось 120 лет со дня рождения нашего земляка, который был ректором крупнейшего в России физкультурного вуза